# Chaitanya Mahaprabhu
Śrī Krishna Chaitanya (Caitanya Mahãprabhu) (1486 - 1543) was een ascetisch spiritueel leider en sociaal hervormer in Bengalen. Hij was een groot verspreider van de bhakti yoga, binnen het hindoeïsme de liefdevolle devotie voor god. Veel Gaudiya Vaishnava's vereren hem als een grote avatara van de god Krishna, en vinden daar ook bewijzen voor in de geschriften die zij verspreiden. Hij stond ook bekend als Gaura (de licht goudkleurige) vanwege zijn lichtgouden huidskleur, maar ook als Nimai omdat hij onder een Neemboom werd geboren. Er zijn verschillende biografieën van Caitanya verschenen. De bekendste zijn Śrī Caitanya Caritāmrita van Krishnadāsa Kavirāja Gosvāmī en het eerder geschreven Caitanya Bhāgavata van Vrindavan Das Thhākura, beide geschreven in het Bengaals.

## Śrī Caitanya's leven
Het verhaal van Caitanya's leven kan worden afgeleid uit hagiografieën die dan weer biografisch, dan weer mythisch van aard zijn. Vaak wordt Caitanya erin geassocieerd met volksverhalen over Krishna.
Volgens de Caitanya Caritamrita werd hij geboren in Navadvipa in Nadya, in het westen van Bengalen, als tweede zoon van Jagannāth Mishra en Sachī Matha. Bij geboorte kreeg hij de naam Vishvambhar Mishra. In zijn jeugd was Caitanya een erudiet leerling, wiens kennis en vaardigheid in het debat onovertroffen waren. Hoewel hij van nature religieus van aard was, vertoonde hij in zijn jongere jaren geen buitengewone belangstelling voor de Vaishnava-religie.

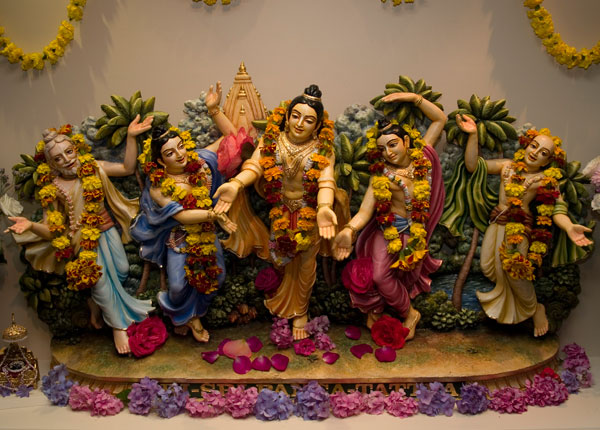
Pancha-Tattva godheden: Caitanya Mahãprabhu, Nityãnanda, Advaita Ãcãrya, Gadãdhara en Śrī Vasãdi, op een paneel in een Gaudiya Vaishnava tempel

Een grote verandering in Caitanya's leven deed zich voor toen hij naar Gaya reisde om de śraddha ceremonie te verrichten ter nagedachtenis van zijn overleden vader. Daar ontmoette hij zijn guru, de asceet Mādhavendra (Ishvara) Purī, van wie hij de initiatie ontving met de Gopala Krishna mantra. Na zijn terugkeer naar Bengalen waren de lokale Vaishnava's onder leiding van Advaita Ãcãrya verbijsterd over de plotselinge verandering in zijn karakter en ze erkenden Caitanya, die in zijn jeugd als Nimai bekendstond, al gauw als de eminente leider van de Vaishnava's van het land van Nadiya.
Nadat hij zijn vaderland Bengalen verlaten had en asceet geworden was, reisde Caitanya verscheidene jaren over de gehele lengte en breedte van India, waarbij hij overal waar hij kwam de namen van Krishna bezong.
De laatste 18 jaren van zijn leven bracht Śrī Caitanya door in Jagannātha Puri (Nilachala), de grote tempelstad en hoofdstad van Orissa. De koning van Orissa, Mahārāja Prataparoedra beschouwde hem als de incarnatie van Krishna en was een enthousiast schutspatroon en toegewijde van de sankīrtan partij van Śrī Caitanya. Gedurende deze jaren verbleef hij hoofdzakelijk in Gambhira (een plaats van afzondering) en verkeerde Caitanya in steeds diepere meditatietrances (samādhi). Onder de Panda's (overerfelijke priesters) van de Jagannātha tempel wordt wel gefluisterd dat Caitanya door hen binnen de muren van de tempel zou zijn vermoord vanwege onenigheid over zijn acceptatie van moslims en kastenlozen als discipelen. Maar formeel is er onder vaishnava's niets bekend van een gewelddadige dood.

## De traditie van Śrī Caitanya
Hoewel hij in de Madhava traditie werd geïnitieerd, startte Śrī Caitanya feitelijk een geheel eigen traditie, die een aantal duidelijke verschillen vertoont met de praktijken en de theologie van de volgelingen van Madhava. Naar verluidt heeft Śrī Caitanya zelf geen boeken geschreven, maar er bestaat een serie liederen met acht verzen met zijn bhakti yoga onderricht, de Siksastaka, die wel aan hem worden toegeschreven. Caitanya verzocht een select groepje volgelingen, die later bekend zouden worden als de Acht Gosvāmī's, om de theologie van de bhakti die hij in zijn geschriften had onderwezen, op systematische wijze uit te gaan dragen. Deze zes theologen waren Rūpa Gosvāmī, Sanātana Gosvāmī, Gopāla Bhatta Gosvāmī, Raghunatha Batta Gosvāmī, Raghunāta Das Gosvāmī en Jīva Gosvāmī.
Narottama Das Thakur, Śrinivasa Ācãrya en Śyamanãnada Pandit, die onder leiding van Jīva Gosvāmī studeerden, waren de getrouwen van de tweede generatie van het Gaudiya Vaishnavisme. Zij zorgden voor de verspreiding van de leringen van de Gosvāmī's over heel Bengalen, Orissa en andere regio's van Oostelijk India. Velen die met hen in aanraking kwamen werden zelf ook eminente leraren zoals Ramacandra Kavirãja en Ganga-narāyāna Chakravarti, Rasikānanda, etc.
Op het festival van Kheturi, dat werd georganiseerd door Jahnava Thakurani, de echtgenote van Nityānanda, kwamen de leiders van de diverse vertakkingen van Śrī Caitanya's volgelingen voor het eerst bijeen. Dankzij zulke festivals raakten de leden van de los georganiseerde traditie bekend met de andere afdelingen en hun respectievelijke theologiën en enigszins afwijkende gebruiken. Toch heeft de beweging haar pluriforme karakter behouden en is ze zonder centrale autoriteit gebleven.
Rond deze tijd startten de nakomelingen van Nityānanda en Advaita, voorgezeten door Virabhadra, Krishna Mishra en Jiva Gosvāmī hun familie tradities (vamsa) om de Gaudiya Vaishnava traditie in stand te houden. De vamsa's die via Virabhadra van Nityananda loopt, vormt heden ten dage de meeste prominente groep in de moderne Gaudiya traditie, net zoals de nakomelingen van Advaita en afstammelingen van vele andere discipelen van Caitanya nog altijd volgelingen kennen, vooral op het platteland van Bengalen.
De leringen van Śrī Caitanya werden in de tweede helft van de twintigste eeuw naar het Westen gebracht door de A.C. Bhaktivedanta Swami Prabhupāda, een leerling van de Sarasvati tak van de Caitanya traditie. In de daarop volgende jaren zwermden ook van andere Gaudiya sekten die Śrī Caitanya vereren goeroes en ācārya's vanuit Mathura District, West-Bengalen en Orissa uit, om tempels te vestigen buiten India. Een voorbeeld hiervan was Swami Bhaktivedanta Narayan. 